# 斉藤ゆう
斉藤 ゆう（さいとう ゆう、11月27日 - ）は、日本の漫画家。A型。大阪府出身。

## 略歴
- 2011年3月 - 『走れ！恋のラブレター』で第20回『ゲッサン』新人賞佳作受賞[1]。
- 2011年3月12日 - 『ゲッサン』2011年4月号掲載『ハートディスペンサー』にてプロデビュー。
- 2012年12月12日 - 『ゲッサン』2013年1月号より『月曜日は2限から』の連載開始。
- 2016年9月12日 - 『ゲッサン』2016年10月号にて『月曜日は2限から』の連載終了。
- 2018年6月20日 - Twitter上にて1話4ページの形式で『疑似ハーレム』の連載開始[2][注 1][注 2]。
- 2019年1月12日 - 『ゲッサン』2019年2月号より『疑似ハーレム』の連載開始[3][注 2]。
- 2021年3月12日 - 『ゲッサン』2021年4月号にて『疑似ハーレム』の連載終了[4]。
- 2025年2月28日 - 『サンデーうぇぶり』にて『放課後、僕らは宇宙に惑う』の連載開始[5]。

## 作品

### 連載
- 月曜日は2限から（『ゲッサン』2013年1月号 - 2016年10月号、全7巻）
- 疑似ハーレム（Twitterによる配信 2018年6月20日 - 2021年3月12日・『ゲッサン』2019年2月号[3] - 2021年4月号[4]、全6巻）
- 放課後、僕らは宇宙に惑う（読切版:『ゲッサン』2024年7月号[6]、『サンデーうぇぶり』2025年2月28日[7] -）

### 読切
- ハート ディスペンサー （『ゲッサン』2011年4月号）※プロデビュー作
- 姉妹だけに （『ゲッサン』2011年7月号）
- 舌鼓を滅多打ち （『ゲッサン』2011年11月号）
- 僕の友達は魔法少女 （『ゲッサン』2011年12月号）
- かちかん（『ゲッサン』2012年7月号）
- みんな未確認（『ゲッサン』2013年7月号付録『ゲッサンmini』）
- りりかる・どりっぷ（『ゲッサン』2017年2月号）

### アンソロジー作品
- アイドルマスター10thアンソロジー